# Deutsche Dreiband-Meisterschaft 1965/66

Veranstaltungsort: Sulzbach/Saar

Die Deutsche Dreiband-Meisterschaft 1965/66 (DDM) war die 32. Ausgabe dieser Turnierserie und fand vom 21. bis 24. Oktober 1965 in Sulzbach/Saar, Saarland statt.

## Geschichte
Ausrichter war der „Billardclub Sulzbach“ unter der Leitung von P. Schäfer und H. Fernster. Die neu erbaute Festhalle wurde für das Turnier eigens vom örtlichen Verkehrsverein angemietet, da sie durch die überhöhten Sitzgelegenheiten eine gute Sicht für alle Zuschauer bot. Als einer der Gäste war auch der Ehrenpräsident des Deutschen Billard Bunds (DBB), Albert Poensgen.
Zum ersten Mal seit 1953 wurde das Turnier mit 10 Spielern ausgetragen. Diese spielten in zwei Gruppen zu je fünf Spielern. Nach der ersten Runde (die Spiele wurden nach Minuspunkten gewertet!) schieden die beiden Gruppenletzten aus. Die verwendeten Elfenbeinbälle wurden aufgrund ihrer schlechten Laufeigenschaften nach der ersten Runde ausgetauscht. Dies erklärt auch die niedrigen Durchschnittswerte.
Nach zwei Jahren Abwesenheit von der DDM trat Seriensieger August Tiedtke wieder an und war erneut nicht zu schlagen. Er holte sich bei diesem Turnier seinen 18. Titel. Erstmals seit 1956 nahm auch wieder sein jüngerer Bruder Gert teil. Als klassischer Billard-Artistique-Spieler kam er aber im Endklassement nur auf den siebten Platz. Konnte Titelverteidiger Ernst Rudolph in den letzten Jahren die Konkurrenz noch hinter sich lassen. so zogen diesmal nicht nur August Tiedtke, sondern auch Walter Lütgehetmann und Siegfried Spielmann, eigentlich ein Cadrespieler, an ihm vorbei und er musste sich mit dem vierten Platz begnügen. Zeitweise sah es sogar nach einem frühen Ende für Rudolph aus. In der ersten Runde, Rudolph hatte vier Minuspunkte, Apelt fünf. Beide trafen nun aufeinander. Gewinnt Apelt ist der Kölner Raus. Dem jedoch reicht ein Unentschieden fürs Weiterkommen. Der Berliner Apelt führt in der 70. Aufnahme mit 56:48. Während in den folgenden vier Aufnahmen Apelt nur drei Punkte erzielen kann, gelingen dem Kölner acht Punkte, 59:56. Rudolph riskiert in der 81. Aufnahme alles und kann die fehlenden vier Karambolagen zum Sieg und Turnierverbleib erzielen. Der Berliner schied als Letztplatzierter aus.
Spannend war ebenso das Finale zwischen dem Düsseldorfer Spielmann und Tiedge aus Duisburg. Mit der Turnierhöchstserie von 11 verschaffte sich der Düsseldorfer in der 47. Aufnahmen einen 24 Punktevorsprung und so sah es recht hoffnungslos für Tiedtke aus. Bis zur 89. Aufnahme holte er jedoch auf 58:52 auf. Spielmann baute seine Verteidigung jedoch so geschickt auf, dass der Duisburger Seriengewinner jedoch oft vor Rätsel stellte und selbst für ihn schwer zu lösen waren. Dies zeigte sich auch durch seine 12 Fehlaufnahmen. Spielmann konnte die Partie schließlich zu seinen Gunsten beenden, kam aber im Endklassement aufgrund des schlechteren Generaldurchschnitt (GD) nur auf Platz drei hinter Tiedtke und Lütgehetmann.

## Modus
Es spielte „Jeder gegen Jeden“ (Round Robin) auf 60 Punkte mit Nachstoß. In der Qualifikationsrunde wurde in zwei Gruppen zu je fünf Spielern gespielt. Die besten acht Spieler kamen in die Endrunde. Die Spiele gegen die ausgeschiedenen Spieler wurden in der Endrunde und der Abschlusstabelle nicht gewertet.

## Vorrunde
| Gruppe A | Gruppe A                         | Gruppe A | Gruppe A | Gruppe A | Gruppe A | Gruppe A | Gruppe A |
| Platz    | Name                             | MP       | Pkte     | Aufn.    | GD       | BED      | HS       |
| -------- | -------------------------------- | -------- | -------- | -------- | -------- | -------- | -------- |
| 1        | Siegfried Spielmann (Düsseldorf) | 6:2      | 229      | 343      | 0,667    | 0,967    | 5        |
| 2        | Josef Bücken (Aachen)            | 6:2      | 225      | 361      | 0,623    | 0,833    | 5        |
| 3        | Ernst Rudolph (Köln)             | 4:4      | 208      | 286      | 0,727    | 0,869    | 7        |
| 4        | Gert Tiedtke (Düsseldorf)        | 3:5      | 222      | 350      | 0,634    | 0,937    | 6        |
| 5        | Rudolf Apelt (Berlin)            | 1:7      | 217      | 359      | 0,604    | 0,645    | 7        |

| Gruppe B | Gruppe B                             | Gruppe B | Gruppe B | Gruppe B | Gruppe B | Gruppe B | Gruppe B |
| Platz    | Name                                 | MP       | Pkte     | Aufn.    | GD       | BED      | HS       |
| -------- | ------------------------------------ | -------- | -------- | -------- | -------- | -------- | -------- |
| 1        | August Tiedtke (Saarbrücken)         | 6:2      | 233      | 281      | 0,829    | 0,937    | 7        |
| 2        | Walter Lütgehetmann (Frankfurt/Main) | 6:2      | 227      | 283      | 0,802    | 1,071    | 6        |
| 3        | Hans-Dietrich Runkehl (Köln)         | 4:4      | 227      | 330      | 0,687    | 0,714    | 6        |
| 4        | Erich Heinrichs (Köln)               | 2:6      | 207      | 333      | 0,621    | 0,967    | 6        |
| 5        | Günther Delbrouk (Krefeld)           | 2:6      | 159      | 319      | 0,498    | 0,560    | 4        |

## Endrunde
| Gruppe A                              | Gruppe A                             | Gruppe A | Gruppe A | Gruppe A | Gruppe A | Gruppe A | Gruppe A |
| Platz                                 | Name                                 | MP       | Pkte     | Aufn.    | GD       | BED      | HS       |
| ------------------------------------- | ------------------------------------ | -------- | -------- | -------- | -------- | -------- | -------- |
| 1                                     | August Tiedtke (Saarbrücken)         | 10:4     | 407      | 495      | 0,822    | 1,016    | 9        |
| 2                                     | Walter Lütgehetmann (Frankfurt/Main) | 10:4     | 402      | 552      | 0,728    | 1,071    | 9        |
| 3                                     | Siegfried Spielmann (Düsseldorf)     | 10:4     | 398      | 587      | 0,678    | 0,967    | 11       |
| 4                                     | Ernst Rudolph (Köln)                 | 6:8      | 361      | 517      | 0,671    | 0,869    | 7        |
| 5                                     | Hans-Dietrich Runkehl (Köln)         | 6:8      | 353      | 526      | 0,671    | 0,800    | 8        |
| 6                                     | Josef Bücken (Aachen)                | 6:8      | 342      | 517      | 0,661    | 0,857    | 7        |
| 7                                     | Gert Tiedtke (Düsseldorf)            | 5:9      | 357      | 543      | 0,657    | 0,937    | 6        |
| 8                                     | Erich Heinrichs (Köln)               | 3:11     | 363      | 537      | 0,675    | 0,967    | 6        |
| Turnierdurchschnitt: 0,697 (Endrunde) |                                      |          |          |          |          |          |          |

## Abschlusstabelle
| MP    | Match Points (Sieger = 2; Unentschieden = 1; Verlierer = 0) |
| Pkte. | Erzielte Karambolagen                                       |
| Aufn. | Benötigte Versuche                                          |
| GD    | Generaldurchschnitt                                         |
| BED   | Bester Einzeldurchschnitt eines Spielers                    |
| HS    | Höchstserie                                                 |
|       | Bester GD des Turniers                                      |
|       | Bester ED des Turniers                                      |
|       | Beste HS des Turniers                                       |
|       | 1. Platz (Gold)                                             |
|       | 2. Platz (Silber)                                           |
|       | 3. Platz (Bronze)                                           |

| Endklassement                       | Endklassement                        | Endklassement | Endklassement | Endklassement | Endklassement | Endklassement | Endklassement |
| Platz                               | Name                                 | MP            | Pkte          | Aufn.         | GD            | BED           | HS            |
| ----------------------------------- | ------------------------------------ | ------------- | ------------- | ------------- | ------------- | ------------- | ------------- |
| 1                                   | August Tiedtke (Saarbrücken)         | 10:4          | 407           | 495           | 0,822         | 1,016         | 9             |
| 2                                   | Walter Lütgehetmann (Frankfurt/Main) | 10:4          | 402           | 552           | 0,728         | 1,071         | 9             |
| 3                                   | Siegfried Spielmann (Düsseldorf)     | 10:4          | 398           | 587           | 0,678         | 0,967         | 11            |
| 4                                   | Ernst Rudolph (Köln)                 | 6:8           | 361           | 517           | 0,671         | 0,869         | 7             |
| 5                                   | Hans-Dietrich Runkehl (Köln)         | 6:8           | 353           | 526           | 0,671         | 0,800         | 8             |
| 6                                   | Josef Bücken (Aachen)                | 6:8           | 342           | 517           | 0,661         | 0,857         | 7             |
| 7                                   | Gert Tiedtke (Düsseldorf)            | 5:9           | 357           | 543           | 0,657         | 0,937         | 6             |
| 8                                   | Erich Heinrichs (Köln)               | 3:11          | 363           | 537           | 0,675         | 0,967         | 6             |
| 9                                   | Günther Delbrouk (Krefeld)           | 2:6           | 159           | 319           | 0,498         | 0,560         | 4             |
| 10                                  | Rudolf Apelt (Berlin)                | 1:7           | 217           | 359           | 0,604         | 0,645         | 7             |
| Turnierdurchschnitt: 0,680 (Gesamt) |                                      |               |               |               |               |               |               |